# Rohm and Haas
Pour les articles homonymes, voir Röhm (homonymie) et Haas.
Rohm and Haas Company était une entreprise américaine de chimie fondée le 1er septembre 1909 et dont le siège était à Philadelphie en Pennsylvanie, dans le parc national historique de l'indépendance. Elle employait en 2008 près de 17 000 personnes dans 27 pays.
Elle a été acquise le 1er avril 2009 par l'entreprise Dow Chemical, dont elle forme aujourd'hui une importante composante.

## Usines en France
- Chauny (Aisne) aujourd'hui opérée par la société Dow France S.A.S., filiale française du groupe Dow.
- Lauterbourg (Bas-Rhin) aujourd'hui opérée par la société Dow France S.A.S., filiale française du groupe Dow.
- Semoy le site a été vendu au groupe Orion Chemicals en 2011.
- Valbonne (Sophia-Antipolis - Alpes Maritimes) aujourd'hui opérée par la société Dow France S.A.S., filiale française du groupe Dow.
- Villers-Saint-Paul (Picardie) aujourd'hui opérée par la société Dow France S.A.S., filiale française du groupe Dow.